# 股节弦音器官

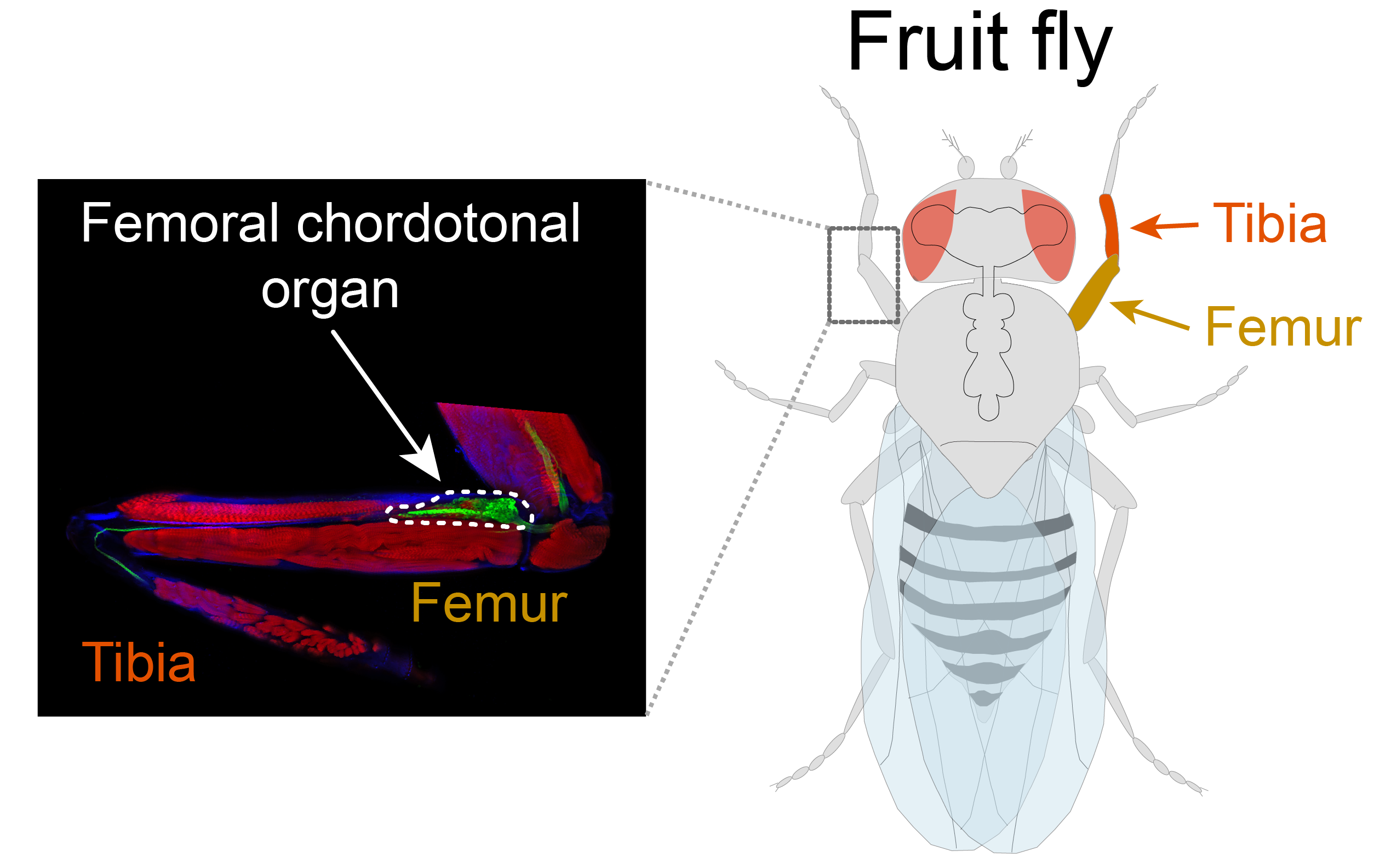
图1。果蝇股节中的弦音器官。左：果蝇腿股节弦音器官细胞（用绿色荧光蛋白标记）的免疫荧光图片。绿色为弦音器官，红色为肌肉。股节弦音器官位于果蝇腿股节（femur）靠近转节（trochanter），远离胫节（tibia）的一侧。右图：果蝇的示意图。红色标记的是果蝇前腿的胫节，棕色为股节。股节弦音器官感知股节/胫节处关节的运动和相对位置。

股节弦音器官是一组位于昆虫腿部的机械感觉神经元（图 1）。它的主要功能是检测股节/胫节关节的运动和位置。 该器官是一种本体感受器（proprioceptor）。它把股节/胫节处关节运动和位置的相关信息传递到腹侧神经索（ventral nerve cord, VNC）和大脑，从而在对腿部位置和运动的控制中起到了至关重要的作用   。

## 解剖结构
股节弦音器官神经元的细胞体通常位于股节近端（靠近身体的一端）  。它们的树突通过不同类型的肌腱连接到胫节外骨骼上。     在模式生物果蝇中，科学家可以通过轴突在腹神经索中的形态来辨别不同类型的股节弦音器官神经元，并且可以通过基因学的方法来特异性地标记这些神经元。在果蝇中，这些神经元可以被分为三种亚型（图2） ：棒状神经元（club）的轴突投射到腹神经索的中心，并且形成形似球棒的神经束；爪状神经元（claw）的轴突在腹神经索中分叉成三个形状像鸟爪的分支；钩状神经元（hook）的轴突形状像弯钩。

## 感官编码

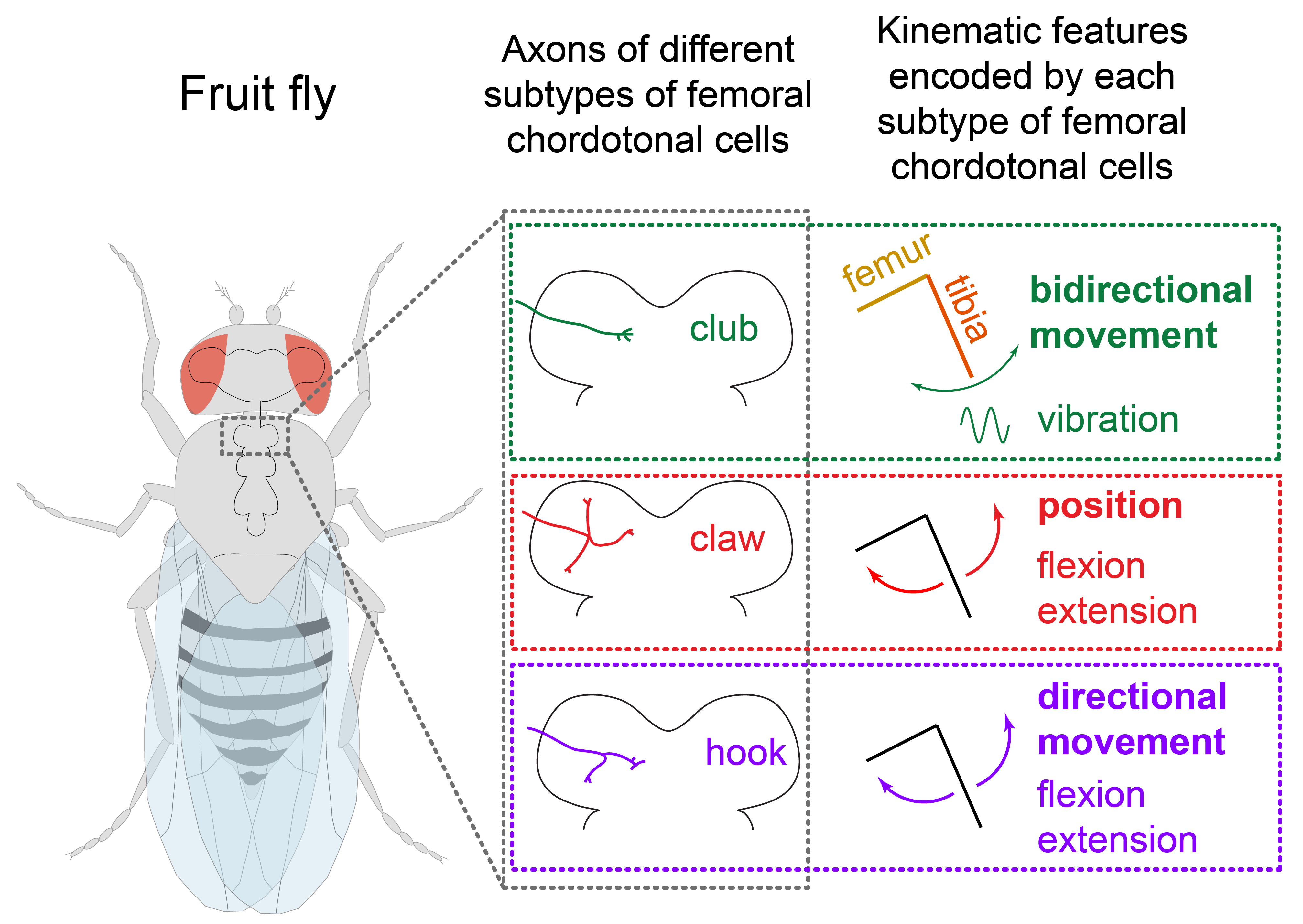
图 2.果蝇股节弦音器官神经元的功能亚型。左图：果蝇示意图。果蝇胸节中黑色实线表示的器官即其腹神经索。股节弦音器官神经元的轴突投射到此处。中：果蝇股节弦音器官神经元不同亚型的轴突形态示意图。右图：不同形态的股节弦音器官神经元编码不同的股节/胫节处关节的运动特征。球棒型神经元编码关节的振动（高频率的双向运动）；爪状神经元编码股节/胫节的相对位置；钩状神经元编码股节/胫节的相对运动方向 。

股节弦音器官神经元编码股节/胫节处关节的各种运动学特征，包括位置、速度、加速度和振动。       这些不同的运动学特征是由上述提到的解剖学上不同的神经元亚型编码的 （图2）。胫节的位置由爪状神经元编码，振动由棒状神经元编码，运动方向由钩状神经元编码。 

## 功能
一般认为股节弦音器官参与腿部运动的精确控制。通过研究竹节虫和蝗虫的股节弦音器官，人们发现该器官在昆虫行走 和抓取物体的过程中起到重要作用。

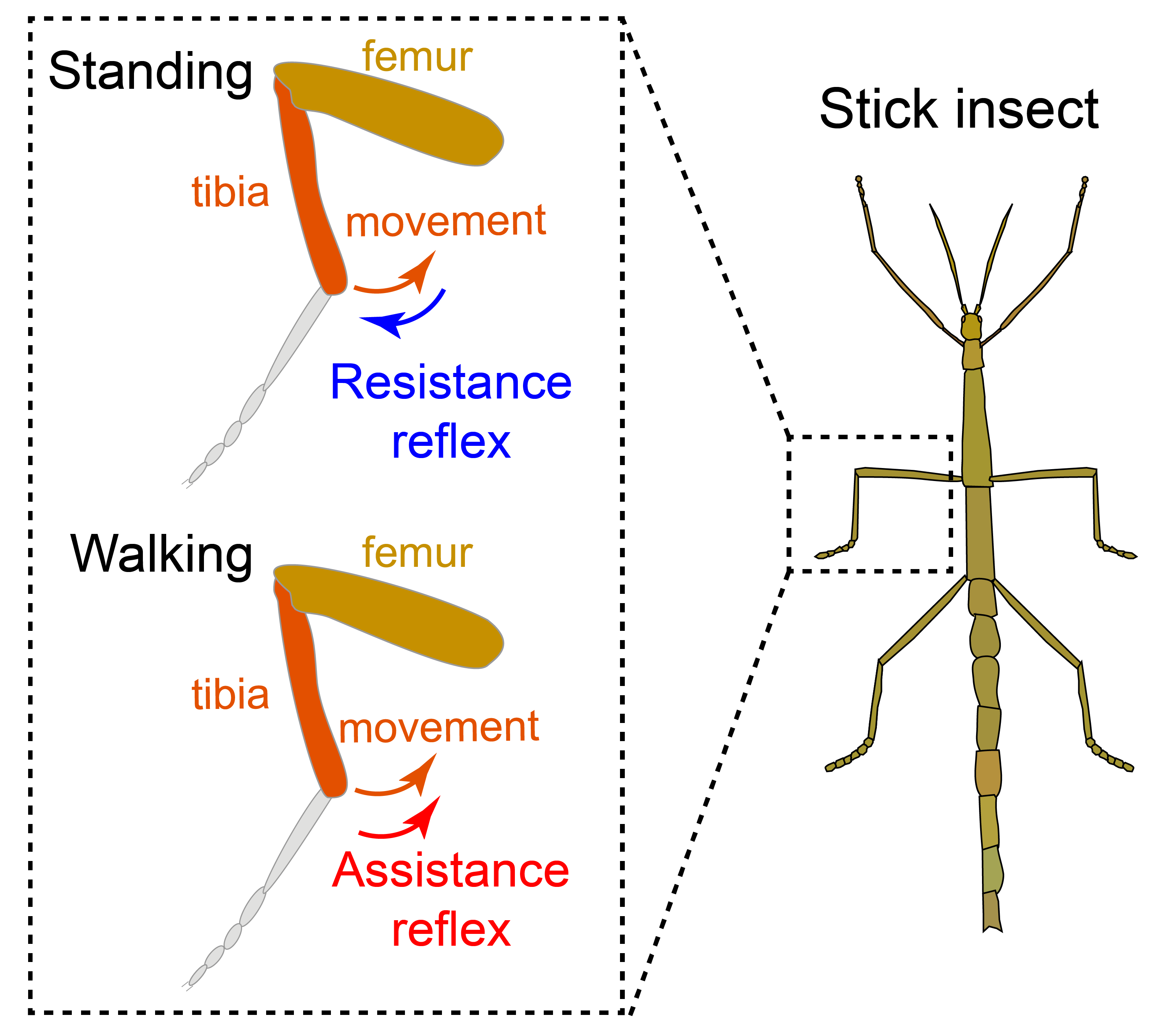
图 3.动物的行为状态影响股节弦音器官介导的反射行为。左上：在昆虫站立时，肢体中的股节弦音器官神经元持续检测到股节/胫节相对位置的变化。如果胫节被外力移动，比如被外力推动而收缩，股节弦音器官会感受到该刺激并介导类似膝跳反射的反射行为，从而伸张胫节，维持昆虫肢体的稳定。左下：在昆虫主动运动时，股节弦音器官会受到上游神经元的调控，从而介导与左上图中相反的辅助性反射。如果胫节因为主动运动而收缩，该反射会帮助胫节收缩，从而使得昆虫能够更平稳地运动。右：竹节虫示意图。

股节弦音器官通过介导反射行为来控制腿部运动 （图3）。在昆虫处于静止状态时，该反射会在肢体被外力移动时起作用，从而产生与外力相反的力，阻止肢体受外力影响而移动。在昆虫处于运动状态时，该反射会发生逆转，不再阻止肢体的运动，反而会促进肢体的周期性屈曲与伸展  。